# Köniz
Köniz és un municipi del cantó de Berna (Suïssa), situat al districte de Berna.